# 14 Гидры
14 Гидры (лат. 14 Hydrae), KX Гидры (лат. KX Hydrae), HD 75333 — двойная звезда в созвездии Гидры на расстоянии приблизительно 418 световых лет (около 128 парсек) от Солнца. Видимая звёздная величина звезды — от +5,33m до +5,31m.

## Характеристики
Первый компонент — бело-голубая вращающаяся переменная звезда типа Альфы² Гончих Псов (ACV) спектрального класса B9p(Hg-Mn), или B9, или B8VHgMn, или B8IIIpHgMn, или B7III. Масса — около 4,128 солнечной, радиус — около 3,402 солнечного, светимость — около 218,273 солнечной. Эффективная температура — около 12050 K.
Второй компонент — коричневый карлик. Масса — около 68,42 юпитерианской. Удалён в среднем на 2,399 а.е..